# Städtisches Altersheim (Penzberg)

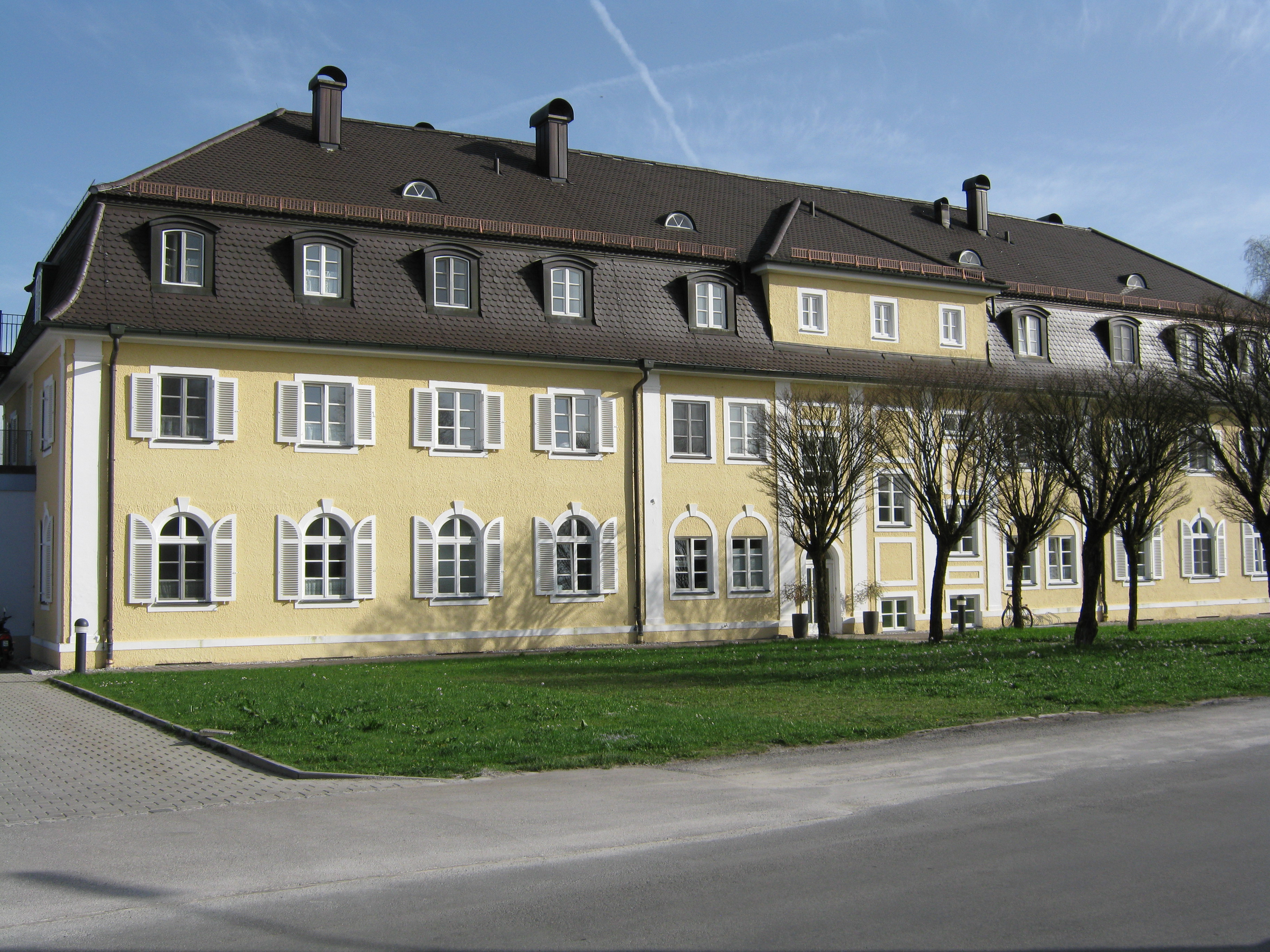
Städtisches Altersheim Penzberg (Ansicht Zugspitzstraße)

Pfründnerheim

Das Städtische Altersheim in Penzberg, einer Stadt im oberbayerischen Landkreis Weilheim-Schongau, wurde von 1924 bis 1926 errichtet. Das Altersheim an der Zugspitzstraße 3 ist ein geschütztes Baudenkmal.

## Beschreibung
Der zweigeschossige Bau mit Mansardwalmdach wurde nach Plänen des Stadtbaumeisters Josef Linder im Stile des Neoklassizismus errichtet. Das breit gelagerte Gebäude mit übergiebeltem Mittelrisalit wurde als Heim für in Ruhestand befindliche Arbeiter des ehemaligen Kohlebergwerks Penzberg errichtet. Ursprünglich war auf der Rückseite vom Gebäude ein linker und ein rechter Gebäudetrakt mit einem Innenhof geplant, wurde aber letztendlich nicht gebaut. In den Anfangsjahren befand sich auf der Dachmitte ein kleines Türmchen. Dieser schlossähnlicher Bau zählt zu den schönsten historischen Gebäuden in der Stadt.

## Geschichte
1924 entschied der Stadtrat für den Bau eines Städtisches Pfründnerheim. Die Grundstücke am Ende der Parkstraße wurde von der Oberkohle und der Bau- und Siedlungsgenossenschaft der Stadt Penzberg kostenlos zur Verfügung gestellt. Am 24. September 1924 erfolgt der erste Spatenstich.

Pfründnerheim Entwurf

Am 26. Januar 1926 wurde das Städtische Pfründnerheim eröffnet. Die Bergwerkspensionisten leisteten eine einmalige Zahlung (Pfründe), um dort ihren Lebensabend zu verbringen. Der Stadt Penzberg war es gelungen, ein Heim zu schaffen, das lange Zeit als einzigartig und fortschrittlich galt. Die Ordensschwestern vom Kloster St. Josef aus Neumarkt in der Oberpfalz waren für die Betreuung der Heimbewohner zuständig. 1929 bis 1954 befand sich in den Kellerräumen eine Hauswirtschaftsschule. Am 28. April 1944 wurde das Pfründnerheim in Städtisches Altersheim Penzberg unbenannt.
Im Jahr 1977 wurde das Städtische Altersheim in die Denkmalliste eingetragen. Im gleichen Jahr wurde mit dem Bau eines Erweiterungsbaus begonnen. Der Neubau entstand an der Gartenstraße 2 und wurde durch einen Verbindungsbau mit dem denkmalgeschützten Gebäude verbunden. Gleichzeitig wurde das denkmalgeschützte Gebäude modernisiert und umgebaut. 1978 wurde der Erweiterungsbau fertiggestellt und eröffnet. Die Betreuung wurde von der Arbeiterwohlfahrt Oberbayern e.V. übernommen. 2018 wurde das Städtische Altersheim von der Stadt Penzberg an die Thomas-Wimmer-Stiftung in München verkauft. Am 1. Oktober 2018 wurde die Betreuung von der Novita übernommen und am 1. Oktober 2019 wurde die Betreuung von der Arbeiterwohlfahrt München Stadt übernommen, die mit der Thomas-Wimmer-Stiftung kooperiert.